# Липари (острво)
Липари (итал. Lìpari лат. Lipara) је највеће од еолских, односно Липарских острва у Тиренском мору. По њему је и архипелаг добио име. Вулканског је порекла. Смештено је северно од Сицилије. Исто име носи и највећи град на острву.
Извесно време Липари су били седиште епископа и на Липарима су се налазиле мошти светога апостола Вартоломеја. 
Липари су посебно познати по виноградима и грожђу високог квалитета. Грожђе липарка или липарија добило је име управо по овом острву са кога потиче.

## Геологија
Острво је настало низом вулканских активности, од којих се најважнијом сматра она која је трајала од 20 000 пре нове ере до 13 000 пре нове ере. Још један феномен важан за генезу острва десио се око 9000. године пре нове ере. Последње забележене ерупције догодиле су се у петом веку нове ере, када је пловућац из ваздуха, помешан са вулканским пепелом, прекрио римска села на острву. Вулкани на острву сматрају се активним, а има и поствулканских појава попут фумарола и хидротермалне активности. Као резултат свог вулканског порекла, острво је прекривено пловућцем и опсидијаном. Ископавање пловућца постало је велика индустрија на Липарима, а бледи пловућац са острва испоручује се широм света.

## Географија
Острво има површину од 37,6 km2 и удаљено је 30 km од Сицилије. Поред главног града, већина становништва током целе године живи у једном од четири главна села. Највиша тачка на острву је Монте Чирика на 602 m.
Липари је и назив општине која обухвата шест од седам острва Липарског архипелага (Липари, Вулкано, Панареа, Стромболи, Филикуди и Аликуди), док је административно део метрополитанског града Месине. Њена популација је 12 821, али током туристичке сезоне од маја до септембра укупан број становника може достићи и до 20 000. Главно урбано подручје општине налази се на истоименом острву.